# Andrés Rodrígues
Andrés Rodríguez Pedotti (19. června 1923 – 21. dubna 1997) byl v letech 1989 až 1993 prezidentem Paraguaye.
K moci se dostal vojenským převratem proti jeho předchůdci Alfredu Stroessnerovi, jehož byl dříve blízkým spolupracovníkem a s nímž byl i příbuzensky spřízněn přes sňatek jejich dětí. Napomohl k ukončení vojenské diktatury.